# Pace nel mondo

Il Simbolo della pace

La pace nel mondo è il concetto ed un ideale che vedrebbe la realizzazione di uno stato di pace tra tutte le nazioni della Terra. Culture, religioni, filosofie e organizzazioni diverse hanno concetti diversi su come tale stato potrebbe realizzarsi.
Ci sono poi diverse organizzazioni religiose e laiche che hanno l'obiettivo dichiarato di raggiungere la pace nel mondo attraverso i diritti umani, la tecnologia, l'istruzione, l'ingegneria, la medicina o la diplomazia usata come fine a tutte le forme di combattimento. Dal 1945, le Nazioni Unite e i cinque membri permanenti del suo Consiglio di sicurezza (Cina, Francia, Russia, Regno Unito e Stati Uniti) hanno operato con l'obiettivo di risolvere i conflitti senza la guerra. Tuttavia, da allora le nazioni sono entrate in numerosi conflitti militari.

## Teorie

### Teoria democratica della pace
I sostenitori della teoria democratica della pace, sviluppata principalmente negli anni '60 ma basata in parte sulla teoria kantiana del XVIII secolo e frequentemente sposata dai politici occidentali, sostengono che esistono forti prove empiriche del fatto che le democrazie non si fanno mai o raramente guerra tra loro. Tuttavia, storicamente si sono verificate diverse guerre tra democrazie, come la guerra di Kargil o la guerra del Cenepa.

### Teoria capitalista della pace
La teoria della pace del capitalismo o commerciale costituisce uno dei tre pilastri della pace kantiana, insieme alla teoria democratica della pace e agli argomenti istituzionalisti per la pace. Sebbene le prove siano inconcludenti, vari studiosi hanno sostenuto la pace capitalista

### Teoria delle norme economiche
La teoria delle norme economiche di Michael Mousseau collega le condizioni economiche con le istituzioni di governo e di conflitto, distinguendo le economie clientelari personali da quelle impersonali orientate al mercato, identificando queste ultime con la pace permanente all'interno e tra le nazioni. La teoria delle norme economiche non deve essere confusa con la teoria liberale classica. Quest'ultima presuppone che i mercati siano naturali e che i mercati più liberi promuovano la ricchezza.

### Marxismo: la pace nel mondo attraverso la rivoluzione mondiale
Secondo la teoria del materialismo dialettico di Karl Marx, sotto il capitalismo l'umanità sarebbe divisa in due sole classi: il proletariato, che non possiede i mezzi di produzione, e la borghesia, che possiede i mezzi di produzione. Una volta che la rivoluzione comunista e di conseguenza abolizione della proprietà privata dei mezzi di produzione si fossero verificate, l'umanità non sarebbe divisa e la tensione creata tra queste due classi sarebbe cessata.

### Teoria della deterrenza
La distruzione mutua assicurata o MAD (acronimo dell'inglese mutual assured destruction) è una dottrina di strategia militare basata sulla deterrenza razionale in cui un uso su vasta scala di armi nucleari da parte di due parti opposte si tradurrebbe effettivamente nella distruzione di entrambi i belligeranti. I sostenitori della politica della MAD, il cui termine fu coniato nel 1962 durante la guerra fredda, attribuendo la pace all'aumento del potenziale distruttivo della guerra tanto da non offrire più vantaggi a prescindere da vittoria e sconfitta.